# Good Time (película)
Good Time es una película estadounidense de suspenso y crimen dirigida por los hermanos Safdie. Su guion fue escrito por Ronald Bronstein y Josh Safdie, y narra la travesía de Connie, un ladrón de bancos que trata de sacar de prisión a su hermano discapacitado. La película es protagonizada por Robert Pattinson, con Benny Safdie, Buddy Duress, Taliah Lennice Webster, Barkhad Abdi y Jennifer Jason Leigh en papeles secundarios. Fue estrenada el 25 de mayo de 2017 en el Festival de Cine de Cannes y posteriormente el 11 de agosto del mismo año en los cines de Estados Unidos bajo la distribución de A24.
La película recibió la aclamación crítica, especialmente por la actuación de Pattinson y el suspenso. En el sitio Rotten Tomatoes tuvo un índice de aprobación del 92 %, mientras que en Metacritic sumó 80 puntos de 100. Good Time fue candidata a la Palma de Oro en el Festival de Cine de Cannes, y se llevó el premio a la mejor banda sonora. De igual forma, Pattinson fue nominado como mejor actor en los Gotham Awards, los Satellite Awards y los Independent Spirit Awards.

## Reparto
- Robert Pattinson como Constantine «Connie» Nikas
- Benny Safdie como Nickolas «Nick» Nikas
- Buddy Duress como Ray
- Taliah Lennice Webster como Crystal
- Jennifer Jason Leigh como Corey Ellman
- Barkhad Abdi como Dash
- Necro como Caliph
- Peter Verby como Peter
- Saida Mansoor como Agapia Nikas
- Gladys Mathon como Annie
- Rose Gregorio como Loren Ellman
- Eric Paykert como Eric Bondsman

## Producción
En 2014, fue estrenada la cinta Heaven Knows What, dirigida por los hermanos Safdie. El actor Robert Pattinson, quien vio la película durante su estreno en el Festival de Cine de Venecia, quedó fascinado con el trabajo y escribió un mensaje a los directores pidiéndoles que lo incluyeran en su siguiente proyecto, independientemente de cuál fuese. Durante estas conversaciones, los hermanos ya estaban en planes de una película, pero su estudio finalmente no aprobó el guion, por lo que quedó descartada. Así, y atendiendo a la petición de Pattinson, concibieron una nueva idea y anunciaron en julio de 2015 una película llamada Good Time, que sería protagonizada por Pattinson. El rodaje se llevó a cabo entre febrero y marzo de 2016 en Nueva York.

## Estreno
En octubre de 2016, la empresa A24 adquirió los derechos de distribución de la película, la cual estrenó 25 de mayo de 2017 en el Festival de Cine de Cannes y luego el 11 de agosto del mismo año en los cines de Estados Unidos.

## Recepción

### Taquilla
Good Time recaudó 3 283 369 dólares a nivel mundial, divididos en 2 026 499 dólares en los Estados Unidos y 1 256 369 dólares en el resto del mundo.
En los Estados Unidos, la película tuvo un lanzamiento limitado durante su semana de estreno, donde solo fue mostrada en cuatro salas de cine y recaudó 125 101 dólares. Tras las buenas críticas y la buena respuesta pública, se fue añadiendo a más salas hasta alcanzar un pico de 721 en la semana del 25 de agosto de 2017.

### Comentarios de la crítica

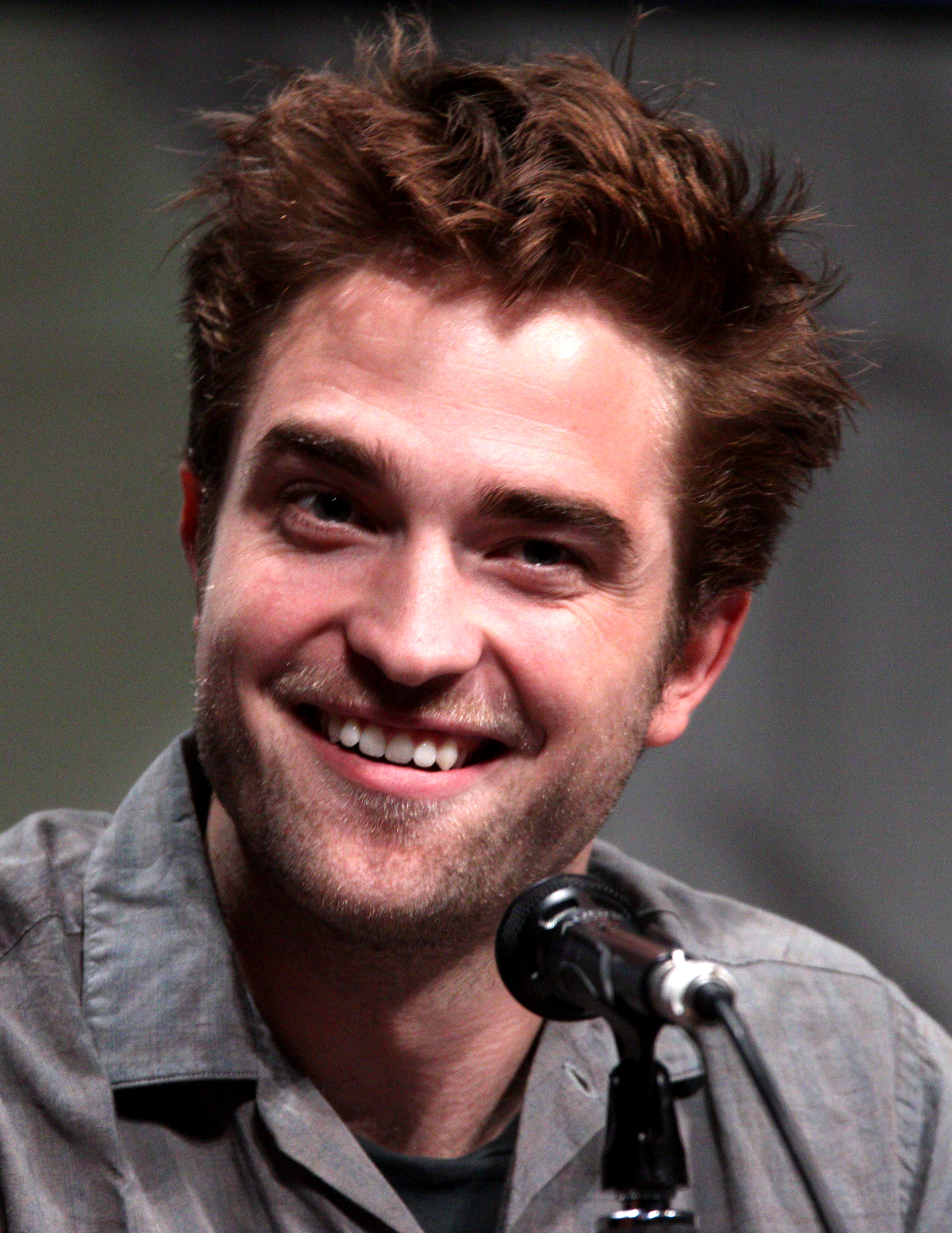
Robert Pattinson recibió elogios por su actuación.

Good Time recibió la aclamación por parte de la crítica. En el sitio Rotten Tomatoes tuvo un índice de aprobación del 92 % basado en 237 reseñas profesionales, con una puntuación promedio de 7,62 puntos de 10. El consenso del sitio fue: «Una maravilla visual llena del consistente trabajo estelar de Robert Pattinson, Good Time es un distintivo y singular drama criminal que ofrece mucho más de lo usual en el género de suspenso». Por otra parte, en el sitio Metacritic sumó 80 puntos de 100 sobre la base de 41 reseñas.
Guy Lodge de la revista Variety escribió que: «Robert Pattinson logra la mejor actuación de su carrera en el nervioso y vívido suspenso criminal de Benny y Josh Safdie, el cual muestra el lado problemático de la humanidad con astutas mecánicas del género». David Rooney de The Hollywood Reporter aseguró que: «Guiada por la indiscutiblemente mejor actuación de Robert Pattinson hasta ahora como un desesperado ladrón de bancos que parece salido del Sonny Wortzik de Al Pacino en Tarde de perros, esta es una rica presentación del género cargada de adrenalina en su amplia presentación visual y música, la cual recuerda a las clásicas bandas sonoras de Tangerine Dream». Richard Roeper  de Chicago Sun-Times la calificó con dos estrellas y media de cuatro y sostuvo que: «Dirigida con una intensidad resonante por los talentosos hermanos Josh y Benny Safdie e incluyendo una sorprendente y prominente actuación de Robert Pattinson, Good Time es alucinante y una locura sin fin».
David Sims de The Atlantic declaró: «Sean advertidos, Good Time no es un rato de risas como su título sugiere. Es difícilmente una experiencia divertida en el cine, pero es sin duda inolvidable. Impulsiva, tensa y a menudo impactante, Good Time es un viaje por el crimen de Nueva York lleno de una banda sonora techno que se las arregla para sentirse autoténtico e irreal al mismo tiempo». Michael Phillips de Chicago Tribune expresó: «La yoría de las películas de crimen, incluso las independientes, le hacen fácil a la audiencia decidir qué bando tomar y aclarar sus intereses. Good Time es más que eso: no siempre es fácil de digerir, pero no puedes apartar la mirada».

### Listas anuales
Good Time fue incluida por numerosos medios como una de las mejores películas del 2017 y, de acuerdo con Metacritic, fue la undécima cinta mejor calificada según estas listas. A continuación, las publicaciones en las que apareció entre las diez mejores:
| Medio           | Posición |
| --------------- | -------- |
| The A.V. Club   | 9        |
| BBC             | 4        |
| Boston Globe    | 5        |
| Chicago Tribune | 7        |
| Collider        | 2        |
| IndieWire       | 6        |
| Slant Magazine  | 1        |
| The Independent | 6        |
| The New Yorker  | 3        |
| Vulture         | 7        |

## Premios y nominaciones
| Año  | Premiación                      | Categoría                   | Nominado(s)                     | Resultado | Ref.   |
| ---- | ------------------------------- | --------------------------- | ------------------------------- | --------- | ------ |
| 2017 | Festival de Cine de Cannes      | Palma de Oro                | Hermanos Safdie                 | Nominado  | [ 13 ] |
| 2017 | Festival de Cine de Cannes      | Mejor Banda Sonora          | Oneohtrix Point Never           | Ganador   | [ 13 ] |
| 2017 | Gotham Awards                   | Mejor Película              | Hermanos Safdie                 | Nominado  | [ 14 ] |
| 2017 | Gotham Awards                   | Mejor Actor                 | Robert Pattinson                | Nominado  | [ 14 ] |
| 2017 | Hollywood Music in Media Awards | Mejor Banda Sonora Original | Oneohtrix Point Never           | Ganador   | [ 15 ] |
| 2017 | Hollywood Music in Media Awards | Mejor Banda Sonora          | Oneohtrix Point Never           | Nominado  | [ 15 ] |
| 2018 | Independent Spirit Awards       | Mejor Director              | Hermanos Safdie                 | Nominado  | [ 16 ] |
| 2018 | Independent Spirit Awards       | Mejor Actor                 | Robert Pattinson                | Nominado  | [ 16 ] |
| 2018 | Independent Spirit Awards       | Mejor Actor de Reparto      | Benny Safdie                    | Nominado  | [ 16 ] |
| 2018 | Independent Spirit Awards       | Mejor Actriz de Reparto     | Taliah Lennice Webster          | Nominado  | [ 16 ] |
| 2018 | Independent Spirit Awards       | Mejor Edición               | Ronald Bronstein y Benny Safdie | Nominado  | [ 16 ] |
| 2018 | Satellite Awards                | Mejor Actor                 | Robert Pattinson                | Nominado  | [ 17 ] |